# How to Make a Monster (film)
Pour les articles homonymes, voir How to Make a Monster.
Pour plus de détails, voir Fiche technique et Distribution.
How to Make a Monster est un film américain réalisé par Herbert L. Strock, sorti en 1958.

## Fiche technique
- Titre : How to Make a Monster
- Réalisation : Herbert L. Strock
- Scénario : Herman Cohen et Aben Kandel
- Photographie : Maury Gertsman
- Montage : Jerry Young
- Musique : Paul Dunlap
- Décors : A. Leslie Thomas
- Costumes : Oscar Rodriguez
- Producteurs : Herman Cohen et James H. Nicholson
- Société de production : American International Pictures
- Pays de production : États-Unis
- Format : Noir et blanc et Couleur — 35 mm — 1,66:1 — Son : Mono
- Genre : Film de science-fiction, Film d'horreur
- Durée : 73 minutes (1 h 13)
- Date de sortie :
  - États-Unis : 1er juillet 1958

## Distribution
- Robert H. Harris : Pete Dumond
- Paul Brinegar : Rivero
- Gary Conway : Tony Mantell, Frankenstein adolescent
- Gary Clarke : Larry Drake, loup-garou adolescent
- Malcolm Atterbury : l'agent de sécurité Richards
- Dennis Cross : l'agent de sécurité Monahan
- Morris Ankrum : le capitaine de police Hancock
- Walter Reed : le détective Thompson
- Paul Maxwell : Jeffrey Clayton
- Eddie Marr : John Nixon
- Heather Ames : Arlene Dow
- Robert Shayne : Gary Droz, l'agent de Larry
- Rod Dana : le technicien de laboratoire
- Jacqueline Ebeier : Jane
- Joan Chandler : Marilyn
- Paulene Myers : Millie

## Autour du film
- Le tournage s'est déroulé dans les studios de West Hollywood.
- La chanson You Gotta Have Ee-Ooo est interprétée par John Ashley.
- Lors d'une scène, des spectateurs venus visiter les studios sont accueillis par un guide qui leur annonce qu'ils vont pouvoir assister au tournage d'une scène clef de Crimes au musée des horreurs (1959), film écrit et produit par Herman Cohen et qui fera sensation dans les salles de cinéma dès l'année suivante[1].
- Dans le film, il est dit que les deux précédents métrages sur lesquels a travaillé Pete Dumond en tant que maquilleur sont Les Griffes du loup-garou (I Was a Teenage Werewolf) (1957) et Des filles pour Frankenstein (I Was a Teenage Frankenstein) (1957), qui sont en réalité les deux précédents films écrits et produits par Herman Cohen. L'acteur Gary Conway, qui interprétait le rôle de la créature dans Des filles pour Frankenstein, reprend ici son rôle.
- Dans l'une des dernières scènes, on peut voir de nombreux masques accrochés aux murs. Ces derniers, sont tout droit issus des productions du studio A.I.P., telles que The She-Creature, It Conquered the World (1956) ou Invasion of the Saucer Men (1957).
- En 2001, George Huang réalisa un remake fortement éloigné de l'idée de départ sous le titre Comment fabriquer un monstre.
- À noter, une petite apparition du scénariste et producteur Herman Cohen dans le rôle du directeur dans la salle de projection.